# Канонеро (Ђенова)
Канонеро је насеље у Италији у округу Ђенова, региону Лигурија.
Према процени из 2011. у насељу је живело 184 становника. Насеље се налази на надморској висини од 144 м.